# Tateno, Ixtacamaxtitlán
Tateno är en ort i Mexiko.   Den ligger i kommunen Ixtacamaxtitlán och delstaten Puebla, i den sydöstra delen av landet, 150 km öster om huvudstaden Mexico City. Tateno ligger 2 555 meter över havet och antalet invånare är 706.
Terrängen runt Tateno är lite bergig, och sluttar norrut. Runt Tateno är det ganska glesbefolkat, med 36 invånare per kvadratkilometer. Närmaste större samhälle är Libres, 16,1 km söder om Tateno. I omgivningarna runt Tateno växer huvudsakligen savannskog.